# Горький чай генерала Йена
«Горький чай генерала Йена» (англ. The Bitter Tea of General Yen) — военная драма 1932 года, снятая режиссёром Фрэнком Капрой.

## Сюжет
Молодая американка Меган Дэвис приезжает к жениху-миссионеру Роберту Страйку. Стечение обстоятельств, вызванное беспорядками, которые в то время бушуют в Шанхае, приводит к тому, что Меган попадает в резиденцию генерала Йена, влиятельного китайского военного (прототип — Янь Сишань). Меган и генерал влюбляются в друг друга. После того, как Ли Ма, прекрасная любовница генерала, предает его, положение Йена рушится. Чтобы не навлечь беду на Меган, он принимает решение покончить с собой и умирает, выпив отравленный чай.

## Факты
- Первоначально планировалось, что режиссёром фильма будет Герберт Бренон, а роли Меган Дэвис и Ма-Ли исполнят соответственно Констанция Каммингс и Анна Мэй Вонг.

## В ролях
- Барбара Стэнвик — Меган Дэвис
- Нильс Астер — генерал Йен (Янь)
- Тосия Мори — Ли Ма
- Уолтер Коннолли — Джонс
- Гевин Гордон — доктор Роберт Страйк
- Ричард Лу — капитан Ли
- Хелен Джером Эдди — мисс Рид

В титрах не указаны
- Клара Бландик — миссис Джексон
- Элла Холл — Амелия Хансен